# Richard Reeves
Richard V. Reeves (Peterborough, 4 de julio de 1969) es un escritor y científico social británico.
Reeves ha publicado cuatro libros, entre ellos John Stuart Mill: Victorian Firebrand (2007), una biografía del filósofo y político liberal británico, Happy Mondays (2002) sobre la satisfacción laboral, y Of Boys And Men: Why the Modern Male Is Struggling, Why It Matters, and What to Do about It (2022). Fue coautor de The 80 Minute MBA (2009) con John Knell, un libro condensado de gestión empresarial.

## Biografía
Nacido en Peterborough, estudió geografía en el Wadham College de Oxford. Posteriormente, Reeves obtuvo un doctorado en la Universidad de Warwick.
Reeves ha ocupado puestos que incluyen el de Director de Futuros en The Work Foundation, una organización británica sin fines de lucro, Editor Social de The Observer, Corresponsal Económico y Corresponsal en Washington de The Guardian, Asesor de Políticas de Frank Field cuando era ministro de Reforma del Bienestar, y director del think tank Demos con sede en Londres.
En 2010, Reeves dejó Demos y se unió a la oficina del vice primer ministro Nick Clegg, un demócrata liberal, como asesor especial. Hasta 2012, Reeves fue director de estrategia en el gobierno de Clegg.
En 2012, Reeves instó a los Demócratas Liberales a convertirse en un partido político centrista radical, «un partido liberal radical de centro político, contundente y decidida», continuando su campaña para que los Demócratas Liberales de centroizquierda abandonaran el partido: «Cualquier intento de posicionar a los Demócratas Liberales como un partido de centroizquierda tras cinco años de un gobierno de austeridad en colaboración con los conservadores será ridiculizado por los votantes, y con razón. Quien desee un partido de centroizquierda encontrará uno perfectamente aceptable en el Partido Laborista. Los Demócratas Liberales necesitan votantes centristas, 'conservadores moderados', ex blairistas y verdes».
Reeves fue Director de la Iniciativa para el Futuro de la Clase Media en Brookings, trabajando principalmente en temas relacionados con la movilidad social, la desigualdad y el cambio social. En 2014, publicó un ensayo en Brookings, Saving Horatio Alger, junto con un video en el que utilizó piezas de Lego para ilustrar los niveles de movilidad social en los Estados Unidos. En mayo de 2014, apareció en un segmento de The Daily Show satirizando cómo las quejas sobre la difícil situación de los miembros más pobres del 1% superior distraen de las soluciones a la movilidad social.
Reeves aparece regularmente en radio y televisión como comentarista político y escribe para diversas publicaciones, como The New York Times, The Atlantic, The Guardian y The Observer. También colabora habitualmente con la sección digital «Think Tank» de The Wall Street Journal. En 2005, copresentó la serie de cuatro episodios de la BBC2, Making Slough Happy. Escribe regularmente en periódicos y revistas británicos sobre política, bienestar, trabajo y carácter. En 2008, argumentó en The Guardian que los socialliberales [la mayoría de los miembros del Partido Liberal Demócrata] no deberían afiliarse a los Demócratas Liberales, sino al Partido Laborista.
En junio de 2017, Reeves publicó un artículo de opinión de amplia circulación en el New York Times llamado «Stop Pretending You're Not Rich». En ese mismo año, había escrito otro libro: Dream Hoarders: How the American Upper Middle Class Is Leaving Everyone Else in the Dust, Why That Is a Problem, and What to Do about It.
En 2022, Reeves publicó Of Boys and Men, que David Brooks del The New York Times describió como una «obra emblemática». El libro fue nombrado uno de los mejores libros del año por The Economist y The New Yorker. En este último diario, Idrees Kahloon escribió: «Reeves ofrece un amplio menú de políticas diseñadas para fomentar una 'masculinidad prosocial para un mundo posfeminista'». El expresidente estadounidense Barack Obama incluyó el libro en su lista de «grandes libros» recomendados en agosto de 2024.
La obra de Reeves también ha recibido críticas. Algunos argumentan que los problemas que aborda en materia de educación, empleo y vida familiar son problemas sociales más amplios que específicamente masculinos. Michelle Goldberg, de The New York Times, escribió: «Despreciando el partidismo, Reeves elude las decisiones políticas y económicas que han abrumado la vida estadounidense, de maneras diferentes pero coincidentes, tanto para mujeres como para hombres». Matthew Yglesias señaló que «Reeves se centra en las 'soluciones para chicos', pero incluso en este caso a menudo no queda claro cuánto importa realmente el sexo». Los críticos conservadores han cuestionado su enfoque relativamente discreto en el matrimonio como solución a los desafíos de los hombres, y un comentarista argumentó que «insinúa que lo que enseñan los padres puede disociarse de su rol como esposos».
En 2023, Reeves dio una charla TED titulada «How to solve the education crisis for boys» and men (Cómo resolver la crisis educativa para niños y hombres) y produjo varios videos con Big Think, incluidos «Desigualdad masculina» y «La recesión de la amistad», este último ganó un premio Webby en 2024. Ese mismo año, fundó el Instituto Americano para Niños y Hombres, un grupo de expertos dedicado a «dar forma a las políticas y la conversación pública con investigación confiable y no partidista» que aborda las cuestiones del varón moderno.

## Vida personal
Reeves tiene doble nacionalidad, naturalizándose como ciudadano estadounidense en octubre de 2016. Desde 2018 reside en Maryland.